# Tsubasa Ando
Tsubasa Ando (安藤 翼 Ando Tsubasa?), född 12 maj 1996 i Oita prefektur, är en japansk fotbollsspelare.
Ando började sin karriär 2019 i Honda Lock SC. 2020 flyttade han till Vanraure Hachinohe. 2021 flyttade han till SC Sagamihara.